# IHK-Rebellen
Die IHK-Rebellen sind einige meist regionale Initiativen, die eine Pflichtmitgliedschaft in der Industrie- und Handelskammer (IHK) ablehnen. Die Rebellen sind über den Bundesverband für freie Kammern bundesweit vernetzt.

## Hintergrund
In Deutschland besteht für Gewerbetreibende durch das Gesetz zur vorläufigen Regelung des Rechts der Industrie- und Handelskammern eine Pflichtmitgliedschaft in der IHK. Davon ausgenommen sind z. B. Landwirte oder Winzer, die Urproduktion betreiben, sowie Mitglieder anderer Kammern. Dagegen wehren sich Teile der Mitglieder der IHK, insbesondere kleine und mittlere Unternehmen, die meist auch im Bundesverband für freie Kammern (BffK) organisiert sind. Kritisiert wird von den Kammerrebellen insbesondere die Pflicht eines Zwangsbeitrags für Kleinstunternehmen. Umgekehrt bedeutet die Pflichtmitgliedschaft in der IHK aber auch die Stimmberechtigung zur Wahl der Vollversammlung der IHK. Der Begriff Kammerrebellen wird überwiegend von der Presse als Oberbegriff für Unternehmen verwendet, die sich gegen die Pflichtmitgliedschaft aussprechen und sich als Zusammenschluss auf Kammerebene regional unter einem griffigen Slogan organisiert haben. Auch bei den Handwerkskammern gibt es immer wieder sogenannte Rebellen, die sich gegen die Pflichtmitgliedschaft wehren.

## Öffentliche Wahrnehmung
Von der Möglichkeit des Protests haben in den letzten Jahren viele kleine IHK-Mitglieder durch ihre Kandidatur zur Voll- oder Bezirksversammlung der IHK Gebrauch gemacht. Bereits 2008 erreichte in Schwerin eine kammerkritische Gruppe Die-neue-IHK mit 29 von 44 Sitzen die Mehrheit in der Vollversammlung. Für die IHK-Rebellen nennenswerte Erfolge konnten beispielsweise 2014 bei den Kammerwahlen im hessischen Kassel von der Initiative Kammern ohne Zwang (KOZ) erzielt werden. In Berlin trat 2012 die Initiative pro KMU erfolgreich zur Wahl an. Im Kammerbezirk der Region Stuttgart wurden 22 Mitglieder 2012 und 33 Mitglieder 2016 der regionalen Kaktus-Initiative (die aus den Unternehmern gegen Stuttgart 21 entstanden ist), wie sich die IHK-Rebellen dort selber bezeichnen, in die Vollversammlung der IHK gewählt. 2019 änderte die IHK Region Stuttgart  die Wahlordnung, damit wurde eine Mehrheit von über 70 % der Sitze für Unternehmen mit mindestens 10 Mitarbeitern garantiert. In der Folge verlor die Kaktusinitiative Sitze in der Vollversammlung. Bei der IHK-Wahl 2024 erzielte die Kaktusiniative noch vier Sitze in der Vollversammlung.
In Hamburg gelang den Kammerrebellen, die sich unter dem Motto Die Kammer sind wir zusammengeschlossen haben, im Februar 2017 ihr bisher größter Erfolg. Die Kammerkritiker stellen 55 von 58 gewählten Vertretern im neuen Plenum und damit die absolute Mehrheit in der Handelskammer Hamburg. Am 6. April 2017 wurde mit Tobias Bergmann erstmals ein IHK-Rebell zum Präsidenten (in der Handelskammer Hamburg der Präses) an die Spitze einer IHK gewählt. Er trat jedoch am 8. Dezember 2018 überraschend zurück, da ihm für Reformen der notwendige Rückhalt aus dem Plenum fehlte. Am 1. März 2019 gab das Bündnis Die Kammer sind wir seine Auflösung bekannt.